# Filmografia lui Stanley Kubrick
Stanley Kubrick a regizat 13 lung metraje și trei scurt metraje documentar de-a lungul carierei sale, de la Day of the Flight (1951) până la Cu ochii larg închiși (1999). Multe dintre filmele lui Kubrick au fost nominalizate la Premiile Oscar sau Globurile de Aur, dar singurul său trofeu Oscar personal a fost câștigat pentru efectele vizuale din filmul 2001: Odiseea spațială. 

## Filmografie
| An   | Film                    | Regizor | Producător | Scenarist | Altele | Note |
| ---- | ----------------------- | ------- | ---------- | --------- | ------ | --- |
| 1951 | Day of the Fight        | Da      | Da         | Da        | Da     | El însuși (necreditat), cameraman, editor (necreditat); departamentul de sunet (necreditat).               |
| 1951 | Flying Padre            | Da      |            | Da        | Da     | Cameraman; scenarist (necreditat)                                                                          |
| 1953 | Fear and Desire         | Da      | Da         |           | Da     | Cameraman și editor; departamentul de sunet (necreditat)                                                   |
| 1953 | The Seafarers           | Da      |            |           | Da     | Cameraman, editor și departamentul de sunet                                                                |
| 1955 | Sărutul ucigașului      | Da      | Da         | Da        | Da     | Poveste, cameraman și editor                                                                               |
| 1956 | Jaf la hipodrom         | Da      |            | Da        |        | Producător (necreditat)                                                                                    |
| 1957 | Cărările gloriei        | Da      |            | Da        |        | Producător (necreditat)                                                                                    |
| 1960 | Spartacus               | Da      |            |           |        | |
| 1962 | Lolita                  | Da      |            |           |        | Scenarist și producător (necreditat) Actor: Man in Mansion Interior (necreditat)                           |
| 1964 | Dr. Strangelove         | Da      | Da         | Da        |        | |
| 1968 | 2001: Odiseea spațială  | Da      | Da         | Da        | Da     | Designer și regizor efecte fotografice speciale                                                            |
| 1971 | Portocala mecanică      | Da      | Da         | Da        |        | Cameraman adițional (necreditat)                                                                           |
| 1975 | Barry Lyndon            | Da      | Da         | Da        |        | |
| 1980 | Strălucirea             | Da      | Da         | Da        |        | Co-scenarist cu Diane Johnson                                                                              |
| 1987 | Platoșa de metal        | Da      | Da         | Da        | Da     | Actor: Murphy (necreditat)                                                                                 |
| 1999 | Cu ochii larg închiși   | Da      | Da         | Da        |        | Co-scenarist cu Frederic Raphael, cameraman adițional (necreditat) Actor: Bearded Cafe Patron (necreditat) |
| 2001 | Inteligență artificială |         |            | Da        |        | Concept și poveste originală (necreditat)                                                                  |

Filmul din 2001, Inteligență artificială, regizat de Steven Spielberg, îi este dedicat lui Kubrick. Kubrick deținea inițial drepturile materialului original, a oferit conceptul pentru film și a realizat multe pregătiri pentru el, inclusiv supraveghind ambele scenarii și decorurile care au fost utilizate în filmul final. Spielberg a făcut eforturi pentru a reprezenta cât mai fidel viziunea lui Kubrick.

## Premii și nominalizări
Începând cu filmul Cărările gloriei din 1957, toate filmele lui Kubrick au fost nominalizate la Premiile Oscar sau Globurile de Aur la diferite cateogorii, excepție făcând Strălucirea. 2001: Odiseea spațială a primit numeroase premii la categoriile tehnice, inclusiv un Premiu BAFTA pentru imagine și un Premiu Oscar pentru cele mai bune efecte vizuale pe care Kubrick (ca regizor al efectelor speciale din film) l-a primit. Acesta a fost singurul Premiu Oscar personal câștigat de Kubrick din 13 nominalizări. Filmele sale au fost nominalizate predominant pentru imagine, decoruri, scenariu și muzică. Doar patru dintre filmele sale au primit nominalizări la Premiile Oscar sau Globurile de Aur pentru interpretare: Lolita, Spartacus, Dr. Strangelove și Portocala mecanică.
| An          | Film                   | Premii                                                 | Rezultat     |
| ----------- | ---------------------- | ------------------------------------------------------ | ------------ |
| 1956        | Jaf la hipodrom        | Premiul BAFTA pentru cel mai bun film                  | Nominalizare |
| 1957        | Cărările gloriei       | Premiul BAFTA pentru cel mai bun film                  | Nominalizare |
| 1960        | Spartacus              | Premiul Globul de Aur pentru cel mai bun film dramatic | Câștigat     |
| 1960        | Spartacus              | Premiul BAFTA pentru cel mai bun film                  | Nominalizare |
| 1960        | Spartacus              | Premiul Globul de Aur pentru cel mai bun regizor       | Nominalizare |
| 1962        | Lolita                 | Premiul Oscar pentru cel mai bun scenariu adaptat      | Nominalizare |
| 1962        | Lolita                 | Premiul Globul de Aur pentru cel mai bun regizor       | Nominalizare |
| 1964        | Dr. Strangelove        | Premiul BAFTA pentru cel mai bun film britanic         | Câștigat     |
| 1964        | Dr. Strangelove        | Premiul BAFTA pentru cel mai bun film                  | Câștigat     |
| 1964        | Dr. Strangelove        | Premiul Oscar pentru cel mai bun film                  | Nominalizare |
| 1964        | Dr. Strangelove        | Premiul Oscar pentru cel mai bun regizor               | Nominalizare |
| 1964        | Dr. Strangelove        | Premiul Oscar pentru cel mai bun scenariu adaptat      | Nominalizare |
| 1964        | Dr. Strangelove        | Premiul BAFTA pentru cel mai bun scenariu britanic     | Nominalizare |
| 1968        | 2001: Odiseea spațială | Premiul Oscar pentru cele mai bune efecte vizuale      | Câștigat     |
| 1968        | 2001: Odiseea spațială | Premiul Oscar pentru cel mai bun regizor               | Nominalizare |
| 1968        | 2001: Odiseea spațială | Premiul Oscar pentru cel mai bun scenariu original     | Nominalizare |
| 1968        | 2001: Odiseea spațială | Premiul BAFTA pentru cel mai bun film                  | Nominalizare |
| 1971        | Portocala mecanică     | Premiul Oscar pentru cel mai bun film                  | Nominalizare |
| 1971        | Portocala mecanică     | Premiul Oscar pentru cel mai bun regizor               | Nominalizare |
| 1971        | Portocala mecanică     | Premiul Oscar pentru cel mai bun scenariu adaptat      | Nominalizare |
| 1971        | Portocala mecanică     | Premiul Globul de Aur pentru cel mai bun film dramatic | Nominalizare |
| 1971        | Portocala mecanică     | Premiul Globul de Aur pentru cel mai bun regizor       | Nominalizare |
| 1971        | Portocala mecanică     | Premiul BAFTA pentru cel mai bun film                  | Nominalizare |
| 1971        | Portocala mecanică     | Premiul BAFTA pentru cel mai bun scenariu              | Nominalizare |
| 1975        | Barry Lyndon           | Premiul BAFTA pentru cel mai bun regizor               | Câștigat     |
| 1975        | Barry Lyndon           | Premiul Oscar pentru cel mai bun film                  | Nominalizare |
| 1975        | Barry Lyndon           | Premiul Oscar pentru cel mai bun regizor               | Nominalizare |
| 1975        | Barry Lyndon           | Premiul Oscar pentru cel mai bun scenariu adaptat      | Nominalizare |
| 1975        | Barry Lyndon           | Premiul Globul de Aur pentru cel mai bun film dramatic | Nominalizare |
| 1975        | Barry Lyndon           | Premiul Globul de Aur pentru cel mai bun regizor       | Nominalizare |
| 1975        | Barry Lyndon           | Premiul BAFTA pentru cel mai bun film                  | Nominalizare |
| 1987        | Platoșa de metal       | Premiul Oscar pentru cel mai bun scenariu adaptat      | Nominalizare |
| 1. 2. 3. 4. |                        |                                                        |              |